# Jiří Anderle
Jiří Anderle (* 14. září 1936 Pavlíkov na Rakovnicku) je český akademický malíř, grafik, ilustrátor, hudebník, spisovatel, sběratel.

## Život
V letech 1951–1959 navštěvoval pražskou Vyšší školu uměleckého průmyslu. Od roku 1955 do roku 1961 studoval AVU – malbu u Antonína Pelce a grafiku u Vladimíra Silovského. Styl jeho kresby grafiky se vyhraňoval v době profesionálního působení v Černém divadle (1961–1969), se kterým sjezdil skoro celý svět jako technik i herec.
Známý začal být v polovině 60. let, a to především v zahraničí. V letech 1969–1973 působil na VŠUP jako asistent Zdeňka Sklenáře a Jiřího Trnky.
V desítkách grafických a obrazových cyklů Anderle naléhavě a působivě vyjadřoval existenciální úzkost člověka jak konkrétní (válka), tak obecnou, nadčasovou (nemoc, stárnutí, samota). V dalším tvůrčím období se od těchto výstražných až tragických témat posunul blíže k abstrakci. Podle svých slov měla na jeho život i tvorbu zásadní vliv zkušenost s psychedelickou látkou LSD, kterou podstoupil v 60. letech 20. stol.
V závěrečném období své tvorby se vrátil k figurálním pozitivně laděným křesťanským tématům a vytvořil například dva oltářní obrazy pro Kostel svatého Matěje (Praha) ve svém bydlišti.
Počet Anderleho samostatných výstav v celém světě se blíží stovce, tam také získal okolo čtyřiceti cen. Je zastoupen například v newyorském Metropolitním muzeu či v pařížském Pompidouově centru.

## Hudba, rozhlas a literatura
Jako všestranně múzický člověk je kupříkladu bubeníkem kapely Grafičanka. Od roku 1997 je autorem, hercem i hudebním redaktorem oblíbeného rozhlasového pořadu Láska za lásku vysílaného na Dvojce Českého rozhlasu. Z těchto pořadů vznikly celkem čtyři vzpomínkové knihy.

## Sběratel umění
Jiří Anderle se zejména v období cestování po světě věnoval sběratelství výtvarných děl. Kromě prací svých přátel a kolegů nasbíral dvě desítky afrických lidových plastik primitivního afrického umění, které byly v letech 2003–2014 vystaveny společně s jeho výtvarnými díly v expozici v Pelléově vile v Praze-Bubenči.

## Ocenění
- 1954 Cena za kresbu týdeníku Shankar's Weekly, Nai Dillí (Indie)
- 1968 Cena Ex aequo – 2. Międzynarodowe biennale grafiki, Kraków (Polsko)
- 1969 Grand Prix – 1. Biennale Internationale de Gravure, Liege (Belgie)
  - Cena – 8. mednarodni grafični bienale, Ljubljana (Jugoslávie)
- 1970 Cena– 3. Międzynarodowe biennale grafiki, Kraków (Polsko)
- 1972 Medaile – 2. Internationale Graphik-Biennale, Frechen (SRN)
- 1976 2. cena – 5. International British Print Biennale, Bradford (Anglie)
  - Medaile – 4. Internationale Graphik-Biennale, Frechen (SRN)
  - 2. cena – 3. Norwegian Internationai Print Biennale, Fredrikstad (Norsko)
- 1978 Medaile – 5. Internationale GraphikBiennale, Frechen (SRN)
  - Hlavní cena – zlatá medaile – 4. Listowel International Graphic Art Open Exhibition, Listowel (Irsko)
- 1979 3. cena – 1. Biennale der europäischen Graphik, Heidelberg (SRN)
  - Prix d'Achat– 13. mednarodni grafični bienale, Ljubljana (Jugaslávie)
- 1980 1. cena – 6. Internationale Graphik-Biennale, Fredrikstad (Norsko)
  - Čestná medaile – 8. Międzynarodowe biennale grafiki, Kraków (Polsko)
  - Čestná medaile – World Print Council, San Francisco (USA)
  - Zvláštní cena – World Print Council, San Francisco (USA)
- 1981 2. cena – Graphica Creativa '81 Jyváskylá Summer Festival, Jyváskylá (Finsko)
  - Grand Prix – 14. mednarodni grafični bienale, Ljubljana (Jugoslávie)
  - Prix d'Achat – 14. mednarodni grafični bienale, Ljubljana (Jugoslávie)
- 1982 Zvláštní cena – 7. International British Print Biennale, Bradford (Anglie)
  - Grand Prix – 5. Triennale for Painting, Drawing and Graphics, Nai Dillí (Indie)
  - Grand Prix za grafiku – 2. medjunarodna izložba portreta u crtežu i grafici, Tuzla (Jugoslávie)
- 1983 Grand Prix – stříbrná plaketa – 2. biennale internationale de gravure, Varna (Bulharsko)
- 1984 Cena J. C. Editions – 8. International British Print Biennale, Bradford (Anglie)
  - Cena 9. Międzynarodowe biennale grafiki, Kraków (Polsko)
  - Velký diplom za grafiku a Prix d'Achat – 3. medjunarodna izložba portreta u crtežu i grafici, Tuzla (Jugoslávie)
  - 1. cena – I. Biennale grafiki, Lublin (Polsko)
- 1987 Grand Prix – 4. biennale internationale de gravure, Varna (Bulharsko)
- 1991 Grand Prix – 1. Triennale Europea dell'Incisione, Udine (Itálie)
  - Cena – 1. grafične trienale Hexagonale, Sežana (Slovinsko)
- 1993 Čestná medaile – Trienále evropské volné grafiky, Praha
- 2003 Cena – 3. hrvatski trienale grafike, Zagreb (Chorvatsko)
- 2004 Cena Vladimíra Boudníka (Praha – grafika roku, Inter-Kontakt-Grafik)
- 2005 Cena Mjednunarodnaja izložba portreta i crtežu i grafici, Tuzla (Bosna a Hercegovina)[3]

K jubileu v roce 2006 byl vyznamenán Medailí Za zásluhy III. stupně a obdržel Čestné občanství Prahy 6.

## Výstavy
Jiří Anderle vystavoval přibližně na stovce autorských výstav v ČR (ČSSR) i v zahraničí a účastnil se více než 360 kolektivních výstav doma či za hranicemi.
- 2016 Panoptikum, Obecní dům, Praha
- 2009 Jiří Anderle, Expozice dům U kamenného zvonu, Praha
- 2008–2009 Illusion and Reality: Prints by Jiří Anderle, Cincinnati Art Museum, Cincinnati[6]